# 大瑪烏納勒
大瑪烏納勒（魯凱語：Tamaonalhe），台灣原住民魯凱族古茶部安（Kochapongan，即舊好茶部落）的守護神。。

## 詞意與職責
大瑪烏納勒是一塊高度約130公分、厚度約30公分的長方形石頭，在魯凱族的詞語中是個古語，原意已不可考，也無法解釋，只知是祂的特有名詞。
據好茶史官Lapagao domalathathe所說：「祂朝向日落點，是負責把守日落點吹來的瘟疫的颱風（Walhigi/Malisi ka saseverane）。」。

## 傳說
據傳說，曾有天花等疫疾會像颱風般從西方傳上來，最嚴重的一次是最西邊Tabairane區的居民全被帶走，部落也損失了1/3的人口。直到祭司(Barakalai)發現敵人的陰謀並將其修正後才得以解決。從那之後，這個位在部落西方邊界的大瑪烏納勒便成為族人對抗瘟疫的寄託。每年7、8月的夏天，在疫情可能發生前會舉行兩到三次的大瑪烏納勒隔離祭拜儀式Ua-Salhili:153。